# بيرت باتون
بيرت باتون (بالإنجليزية: Bert Paton)‏ (29 أبريل 1942 في المملكة المتحدة - ) هو مدرب كرة قدم ولاعب كرة قدم بريطاني في مركز مهاجم داخلي. لعب مع دونفرملين أثلتيك وليدز يونايتد وبيرويك راينجرز.

## وصلات خارجية
- بيرت باتون على موقع قاعدة بيانات كرة القدم.إي يو (الإنجليزية)